# Eric Dupont
Eric Dupont é um produtor cinematográfico israelense. Como reconhecimento, foi nomeado ao Oscar 2016 na categoria de Melhor Curta-metragem por Ave Maria.